# Karl August Nerger
Karl August Nerger (25 de febrero de 1875 - 12 de enero de 1947) fue un oficial naval de la Armada Imperial Alemana en la I Guerra Mundial, quien alcanzó fama y reconocimiento durante la guerra por su mando del crucero auxiliar SMS Wolf.
Nerger nació en Rostock, Mecklemburgo-Schwerin. Nerger había ingresado en la Marina como cadete en abril de 1893, y como oficial júnior participó en la Expedición China de Liberación durante la rebelión de los bóxers, donde también fue condecorado por valentía e intrepidez. En el verano de 1914, el entonces capitán de corbeta Nerger tomó el mando del crucero ligero SMS Stettin, que comandó hasta que tomó el control del SMS Wolf en marzo de 1916. Como capitán del Wolf, condujo un barco de asalto de comercio en una expedición de 451 días, el mayor viaje de asalto de un barco de guerra durante la I Guerra Mundial, hasta mayo de 1918, y fue promovido a capitán de fragata el 13 de enero de 1917. En mayo de 1918, se convirtió en comandante de las unidades de minado de la Flota de Alta Mar, un mando que sostuvo hasta el fin de la guerra. Se retiró el 25 de julio de 1919, caracterizado como Kapitän zur See.
El 15 de agosto de 1945, Nerger fue internado por la Unión Soviética en el campo NKVD de Sachsenhausen donde murió dos años más tarde.

## Condecoraciones
Por su desempeño, Nerger recibió las más altas condecoraciones militares de los cinco estados principales del Imperio alemán, un hecho solo alcanzado por el propio Káiser Guillermo II, Francisco José I de Austria-Hungría, los mariscales de campo Ruperto de Baviera, Alberto de Wurtemberg y Paul von Hindenburg, el hijo del Káiser Guillermo de Prusia, y otro capitán de navío Nikolaus Burggraf und Graf zu Dohna-Schlodien.
Nerger recibió la Pour le Mérite prusiana el 24 de febrero de 1918, el día en que el SMS Wolf retornó a casa. Esto fue seguido por la Orden Militar de Max Joseph bávara (28 de marzo de 1918), la Cruz de Caballero de la Orden Militar de San Enrique sajona (25 de febrero de 1918), la Orden al Mérito Militar de Wurtemberg y la Orden del Mérito Militar de Karl Friedrich de Baden. Además de estas condedoraciones de los estados principales, también recibió la Cruz de Hierro de 1914 de 1.ª y 2.ª clase, la Cruz de Caballero con Espadas de la prusiana Real Orden de Hohenzollern, la Cruz al Mérito Militar de 1.ª y 2.ª clase de Mecklemburgo-Schwerin, la Cruz de Federico Augusto de 1.ª y 2.ª clase de Oldemburgo, y las Cruces Hanseáticas de Hamburgo, Bremen y Lübeck.

## Post-I Guerra Mundial
Nerger fue nombrado ciudadano honorario de Rostock en 1919 y recibió un grado honorario en medicina por la Universidad de Rostock.
Nerger renunció a la Armada Alemana casi inmediatamente después de la guerra y no disfrutó de la fama que otros asaltantes de comercio alemanes disfrutaron. Solo con el alzamiento de los nazis al poder fue Nerger celebrado como un héroe de guerra en Alemania. En 1920 empezó a trabajar para Siemens-Schuckert, donde se hizo cargo de la seguridad de una fábrica. Nerger se benefició del régimen y de la persecución de los judíos, adquiriendo una villa de propiedad judía en Potsdam en 1936 con descuento después de que los propietarios fueron obligados a huir. Si estuvo involucrado en la supervisión de trabajo esclavo utilizado por Siemens durante la II Guerra Mundial en su calidad de jefe de seguridad es desconocido, pero dado su papel en la compañía, los historiadores lo ven probable.
Al final de la II Guerra Mundial, Nerger fue arrestado por los soviéticos y encarcelado en el anterior campo de concentración de Sachsenhausen, que se había convertido en el campo especial NKVD N.º 7, donde murió en enero de 1947. La causa oficial de muerte reportada fue caquexia, pero según el anterior recluso Heinz Masuch, Nerger fue realmente golpeado hasta la muerte por otro recluso,  Wilhelm Wagner. Wagner no fue hallado culpable del crimen, que negó, pero en 1967 fue sentenciado a cinco años de encarcelamiento por otros asaltos a reclusos.